# Daniel Hager
Pour les articles homonymes, voir Hager.
Daniel Hager, né le 27 août 1963 à Ivry-sur-Seine, est un joueur puis entraîneur français de handball.
International français à 158 ou 163 reprises, il a fait toute sa carrière à l'Union sportive d'Ivry : joueur, entraîneur adjoint, entraîneur principal, et responsable du centre de formation.
En 2000, il est élu meilleur ailier gauche du XXe siècle de l'US Ivry.
En 2018, il décide de prendre sa « retraite sportive » après près de 40 ans passés au club,.

## Biographie
Daniel Hager est le fils de Simone Cathiard, 4 fois championne de France avec l'US Ivry, et Daniel Hager, sportif émérite du club.

## Palmarès

### Joueur de club
- Championnat de France
  - Vainqueur (2) :  1983 et 1997
  - Deuxième (2) : 1982 et 1993.
- Coupe de France
  - Vainqueur (1) :  1996
  - Finaliste (2) : 1986, 1997

### International
Ses résultats avec l'équipe de France sont :
- Vainqueur (promu) du Championnat du monde C 1986
- 8e place au Championnat du monde B 1987
- finaliste des Jeux méditerranéens de 1987
- 5e place (promu) au Championnat du monde B 1989
- 9e place au Championnat du monde 1990

### Entraîneur
- Finaliste de la Coupe de France (1) : 2006